# Purépetxa

Distribució actual del pꞌurhépecha a Mèxic.

El purépetxa, tarasc o michoacà (purépetxa: Pꞌurhépecha, pronunciació: [pʰuˈɽepeʧa]), és una llengua parlada pels tarascos de l'occident de Mèxic. És una llengua aïllada amb tres variants dialectals: la de la regió lacustre, la central i la serrana (alguns inclouen una quarta, la de la Ciénaga). D'acord amb xifres del XII Cens General de Població i Habitatge de 2000 hi havia uns 121.409 parlants de la llengua purépetxa assentats en 22 municipis i només el 25% és monolingüe.
A partir de 1980 ha donat inici un moviment de suport a través de l'Acadèmia de la Llengua Purépecha (P'urhe Uandakueri Juramukua) pel qual s'ha aconseguit l'enfortiment i difusió d'aquesta llengua.
El purépetxa és actualment una llengua literària a causa de la gran difusió que han tingut els Concursos Regionals de Conte en Llengües Indígenes coordinats per la Direcció general de Cultures Populars i Indígenes i els estats d'Hidalgo, Querétaro, Michoacán i Mèxic, els quals han enfortit també el caràcter literari de les llengües nàhuatl, otomí i mazahua.

## Classificació
El purépetxa es considera habitualment una llengua aïllada de Mesoamèrica. Fins i tot, conserva alguns trets tipològics poc freqüents en l'àrea lingüística mesoamericana com, per exemple, la presència de dos fonemes vibrants: la vibrant simple /r/ i la retroflexa /ɽ/. De fet, dels cinc trets típics de l'àrea lingüística mesoamericana, el purépetxa només té de manera inobjectable un d'ells: el sistema vigesimal de numeració.
No obstant això, Greenberg (1987) considera que té cert parentiu amb el txibtxa, encara que aquesta idea és rebutjada per la majoria de lingüistes especialistes en llengües americanes, com Campbell que la considera una llengua aïllada.

## Distribució geogràfica
El purépetxa es parla principalment en la part occidental i central de l'estat mexicà de Michoacán, principalment a l'àrea compresa entre el llac de Pátzcuaro i la serra a l'occident d'aquest coneguda com l'Altiplà Tarasco. El territori abasta a 23 municipis de l'estat de Michoacán, que en conjunt ocupen una àrea de 8.370 km², la qual cosa representa el 14% de la superfície de l'estat, dels quals 14 tenen una proporció significativa de parlants de la llengua purépetxa. Aquests són Chilchota, Charapan, Nahuatzen, Paracho, Tangamandapio, Cherán, Quiroga, Erongarícuaro, Coaneo, Los Reyes, Tzintzuntzan, Tingambato, Pátzcuaro i Uruapan.
El centre de l'antic imperi purépetxa es trobava al voltant del llac de Pátzcuaro, que encara segueix sent un centre important de la comunitat purépetxa. Aquest regne abastava gairebé tot l'estat actual de Michoacán, i parts considerables de Guanajuato i Guerrero, així com porcions dels estats de Mèxic, Querétaro i Jalisco.

### Variants
Tradicionalment es reconeixen quatre varietats geogràfiques o dialectes: la de la Meseta o Sierra, la de la zona lacustre, la de la Canyada i la del Pantà. La regió de la Meseta concentra aproximadament el 62% dels parlants, i de fet va ser fins als anys 1980 la zona menys comunicada del territori. La zona lacustre concentra el 17,8% dels parlants, la Canyada o Regió dels Onze Pobles el 14,7%, i el Pantà només el 5,2%.
Ethnologue distingeix dues varietats de purépetxa: el dialecte central parlat aproximadament per 120,000 persones (1990) al voltant de Pátzcuaro i el dialecte occidental de les terres altes parlat a la rodalia de Zamora, Los Reyes de Salgado, Paracho, i Pamatácuaro, tots ells en les veïnatge del volcà Paricutín. La població total de parlants va en augment (de 58.299 en 1960 a 96.016 en 1990 i 121.409 rn 2000) però el percentatge de parlants relacionat amb els no parlants està caient, i el grau de bilingüisme està augmentant, cosa que l'aconverteix en una llengua amenaçada. Avui dia el percentatge de parlants monolingües és inferior al 10%.

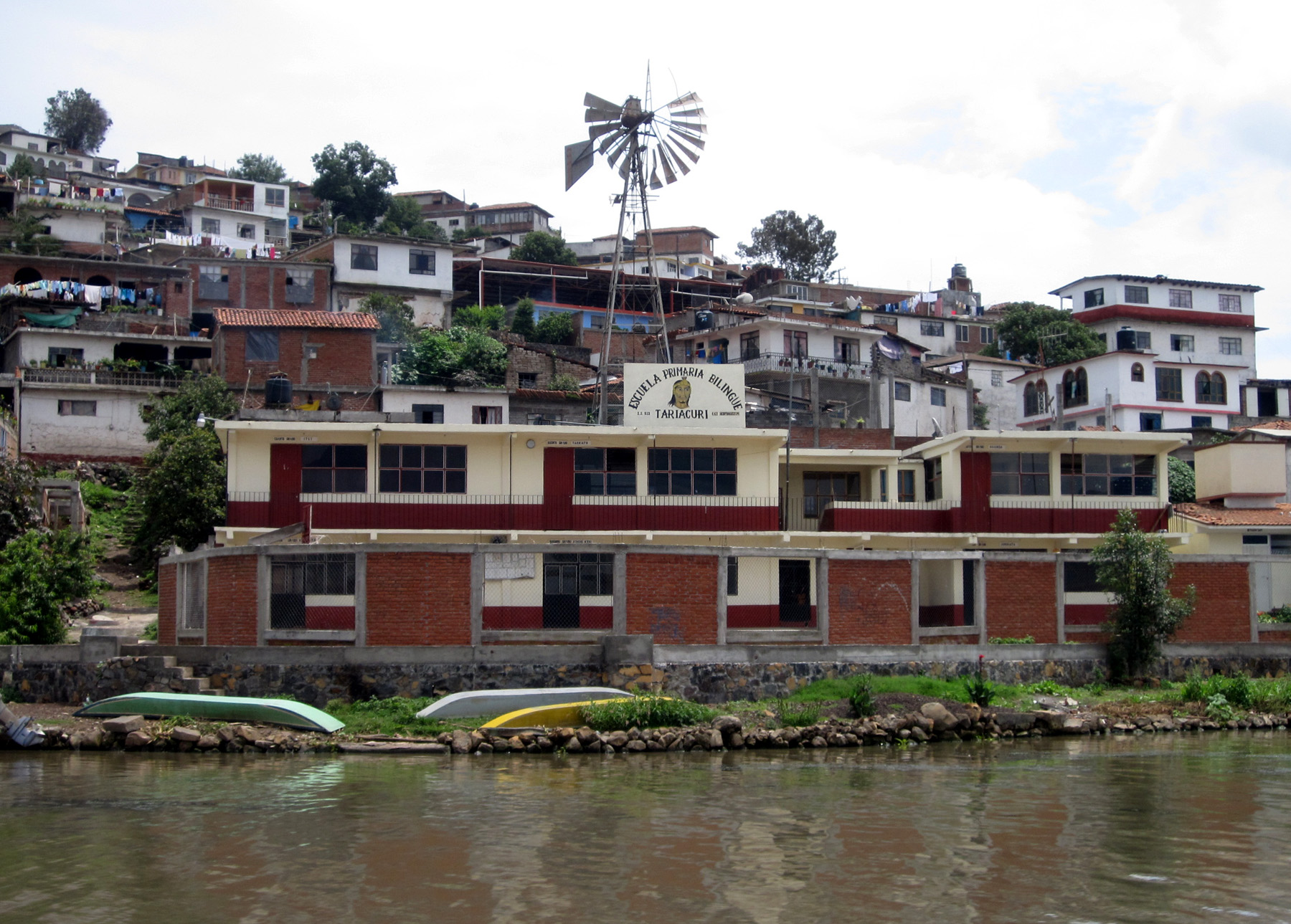
Escola bilingüe Purépetxa/castellà a la comunitat de Janitzio, Michoacán

### Ús
El purépetxa és una de les llengües més àmpliament usada pel grup ètnic que la sustenta com a part de la seva identitat. I és igualment una de les poques llengües indígenes que ha arribat a tenir la seva pròpia acadèmia de la llengua. També és usada als programes de ràdio de l'emissora XEPUR-AM, situada a Cherán (Michoacán) i patrocinada per la CDI.

### Estatus oficial
Aquesta llengua, juntament amb totes les llengües indígenes de Mèxic i el castellà, van ser reconegudes com a "llengües nacionals" a causa de la Ley General de Derechos Lingüísticos de los Pueblos Indígenas promulgada i publicada l'any 2003.

### Normalització
Els intents de normalització es remunten al Projecte Tarasco (1939), quan es van començar a discutir algunes propostes ortogràfiques. Actualment no existeix encara consens en aquesta qüestió, encara que té cert pes l'estàndard proposat per l'Acadèmia de la Llengua Purépetxa i la proposta de la Secretaría de Educación Pública (SEP). Aquesta última és la usada per la Direcció general d'Educació Indígena per als llibres escolars.

## Escriptura
| A               | B | Ch | Ch' | D | E | G | I   | Ï | J | K | K' | L | M | N | Nh | O | P | P' | R | Rh | S | T | T' | Ts | Ts' | U   | X |
| a               | b | ch | ch' | d | e | g | i   | ï | j | k | k' | l | m | n | nh | o | p | p' | r | rh | s | t | t' | ts | ts' | u   | x |
| Valors fonètics |   |    |     |   |   |   |     |   |   |   |    |   |   |   |    |   |   |    |   |    |   |   |    |    |     |     |   |
| a               | b | t͡ʃ | t͡ʃʰ | d | e | g | i/j | ɨ | x | k | kʰ | l | m | n | ŋ  | o | p | pʰ | ɾ | ɽ  | s | t | tʰ | t͡s | t͡sʰ | u/w | ʃ |

## Fonologia
En els següents quadres es mostren els fonemas del purépetxa amb els seus principals al·lòfons.

### Vocals
|         | Anterior | Central | Posterior |
| ------- | -------- | ------- | --------- |
| Tancada | i        | ɨ       | u         |
| Mitjana | e        |         | o         |
| Oberta  |          | ɑ       |           |
Les dues vocals mitjanes /e, o/ són poc freqüents, de fet /o/ és força inusual.

### Consonants
|            |            | Bilabial | Alveolar | Postalveolar o Palatal o Retroflexa | Velar  | Labiovelar |
| ---------- | ---------- | -------- | -------- | ----------------------------------- | ------ | ---------- |
| Oclusives  | simple     | p (b)    | t (d)    |                                     | k (g)  | kʷ (gʷ)    |
| Oclusives  | aspirada   | pʰ (p)   | tʰ (t)   |                                     | kʰ (k) | kʷʰ (gʷʰ)  |
| Africada   | simple     |          | ʦ (ʣ)    | ʧ (ʤ)                               |        |            |
| Africada   | aspirada   |          | ʦʰ (ʦ)   | ʧʰ (ʧ)                              |        |            |
| Fricativa  | Fricativa  |          | s (z)    | ʃ                                   | x      |            |
| Nasal      | Nasal      | m        | n        |                                     | ŋ      |            |
| Ròtica     | Ròtica     |          | ɾ        | ɽ                                   |        |            |
| Aproximant | Aproximant |          |          | j                                   |        | w          |

## Gramàtica
Morfològicament el purépetxa fa extens ús de la flexió i té una morfologia complexa. Des del punt de vista tipològic es tracta d'una llengua aglutinant en la qual les paraules mostren un límit clar i són fàcilment segmentables en morfemes existint generalment una correspondència unívoca entre morfema i funció que aquest exerceix com a:
(1a) arhani /a-ɽa-ni/ (menjar-MED-INF) 'menjar'
(1b) akukwarheni /a-ku-kwaɽe-ni/ (menjar-ACT-REFL-INF) 'menjar (d'allò que conrea un mateix)'
(1c) akukuni /a-ku-kwaɽe-ni/ (menjar-ACT-3OBJ-INF) 'menjar (d'allò que conrea un mateix)'
El purépetxa és una llengua dotada de cas morfològic. Des del segle xvi, data en què es va documentar per primera vegada la llengua es detecten certs desenvolupaments històrics. Per exemple el marcatge de certs casos mitjançant clítics o postposicions està donant pas a genuïnes marques de cas, que s'afegeixen als casos ja presents al segle xvi. El purépetxa és una llengua exclusivament sufixant, Swadesh identificà fins a 150 sufixos.

### Sintaxi
L'alineament morfosintàctic és de tipus nominatiu-acusatiu amb el subjecte sense marca explícita (morf zero) i l'objecte (indirecte o directe) marcat amb -ni:
(2a) akwarhentukutireni Pedro [purépetxa del segle xvi]
/akwrhe-ntu-ku-ti-ṛeni pedro/
(ferir-peu-CAUS-3aIND-1aOBJ Pedro) 'Pedro em va ferir (al peu)'
(2b) axaska Pedroni P'askwarho [P'urhépetxa del segle xvi]
/ašá-s-ka Pedro-ni P'askwaṛo/
(enviar-PF-1aIND Pedro-OBJ) 'Vaig enviar Pedro a Pátzcuaro'
(2c) Pedru uiríaspti [P'urhépecha modern]
/Pedru uirí-as-p-ti/
(Pedro córrer-PF-PRT-3ªIND) 'Pedro va córrer'
(2d) Juanu atasptini Pédruni [P'urhépecha modern]
/Xuanu atá-s-p-ti-ni Pédru-ni/
(Juan córrer-PF-PRT-3ªIND Pédru-OBJ) 'Juan colpejà Pedro'
L'ordre sintàctic és clarament un, en el qual el subjecte precedeix el verb (hi ha certa discussió addicional sobre si és més bàsic SOV o SVO), per exemple:
(3a) juchá jatsíska kut'á
/xučá xací-s-ka kut'á/
1PER.PL. tenir-PAS-1IND casa
'Nosaltres tenim casa'
(3b) juchá kut'á jatsíska jiní juatárhu
/xučá kut'á xací-s-ka xiní xuatá-ṛu/
1PER.PL. casa tenir-PAS-1IND allà turó-LOC
'Nosaltres tenim casa allà al turó'

### Flexió nominal
La flexió nominal en purépetxa inclou número i cas (no hi ha difèrencies de gènere gramatical). La categoria de número distingeix entre plural i no-plural, el plural es marca amb -echa o -cha (el primer en formes el singular de les quals acaba en /u/ o /a/ (aquesta s'elideix en el plural), mentre que l'altra forma apareix després de formes acabades en /i, ɨ, e/ en el singular), alguns ejemples:
| Singular           | Plural                   |
| ------------------ | ------------------------ |
| wíchu 'el gos'     | wíchu-echa 'els gossos'  |
| acháti 'el senyor' | acháti-cha 'els senyors' |
| warhíti 'la dona'  | warhíti-cha 'les dones'  |
La flexió de cas distingeix els següents casos:
| nominatiu    | (sense marca) |
| objectiu     | -ni           |
| genitiu      | -eri          |
| locatiu      | -rhu          |
| comitatiu    | jingóni       |
| instrumental | jimbó         |
Els casos comitatiu e instrumental de fet no són casos pròpiament dits, ja que són postposicions escrites després del nom no afixos.

## Lèxic i Cosmogonia
- Curicaveri 'El que crema'. Déu major creador de l'univers, pare de Tata Jurhiata i Nana Kutsï,
- Tata Jurhiata 'Senyor/Pare Sol'. Déu del sol i del dia, germà i espòs de Kutsï
- Nana Kutsï 'Senyora/Mare Lluna'. Deessa de la lluna i de la nit, germana i esposa de Jurhiata
- Nana K’uerajpiri 'Mare Creadora' o Nana Cueráperi 'Mare natura'. Filla de Jurhiata i de Kutsï. Va donar a llum als quatre elements: terra, aigua, aire i foc, d'un segon part van néixer totes les plantes i tota la flora existent, d'un tercer part van néixer tots els animals amb moviment i instint però sense raó, qui van poblar tota la terra, en el quart part, van sorgir els homes i les dones, als qui va dotar de Mitikua o 'Saber per distingir entre el be i el mal', i els va dotar també del so perquè el convertissin en Uandakua o 'Paraula', i així poder comunicar-se amb els seus germans d'altres races.

## Diccionaris
- Diccionario Español-Purépecha (Tarasco), al web AULEX (México)
- Vocabulari purépetxa
- Arte de la lengua tarasca Gramàtica per Diego Basalengue (1714)
- Diccionari català-purèpecha, purèpecha-català. Artigas Jorba, Lluis (Esparreguera, 2009)